# Lista fântânilor din București
Această pagină conține o listă a fântânilor din București.
- Fântâna George Em. Lahovary (în Piața Operetei)
- Fântâna George Grigorie Cantacuzino (din 1870, autori arh. Al. Freiwald și Karl Storck, în Parcul Carol I)
- Fântâna 1906 (în Parcul Carol I)
- Fântâna Zodiac (la intrarea în Parcul Carol I)
- Fântâna cu copii (de Ioan Iordănescu, pe str. Dionisie Lupu)
- Izvorul Sissi Stefanidi (de Ion Dimitriu-Bârlad, în Parcul Cișmigiu)
- Izvorul Eminescu (în Parcul Cișmigiu)
- Fântâna cu nimfă și tritoni (în Parcul Tei)
- Fântâna Miorița
- Fântâna Vioara Spartă, lângă Piața Universității.
- Fântâna de la Gara București Nord
- Fântâna de lângă Gara Basarab